# Скуола Сан Клаудио (Мачерата)
Скуола Сан Клаудио је насеље у Италији у округу Мачерата, региону Марке.
Према процени из 2011. у насељу је живело 75 становника. Насеље се налази на надморској висини од 81 м.